# Jaume Palou Fuste
Jaume Palou Fuste (Barcelona, 10 de juny de 1966 - Badalona, 29 de març de 2023) fou un enginyer català que mitjant les seves diverses empreses i projectes va fer el possible per lluitar contra el canvi climàtic. Un dels seus projectes fou una boia la qual funcionava amb una app i així no danyava ni el paisatge menorquí ni la posidònia del fons del mar. El projecte més rellevant que fa ver fou un respirador "CPAP" portàtil anomenat "Airmony" que permetia als pacients d'apnea del son poder descansar amb un aparell molt més petit i sense necessitat de connectar-se al corrent.
El 29 de març de 2023 a l'edat de 57 anys, morí ofegat banyant-se a la platja de Badalona. Després de la seva mort, el mar el va arrossegar fins que el 17 de maig de 2023 aparegué el seu cadàver en la platja menorquina d'Arenal d'en Castell.